# ピュイ・デュ・フー

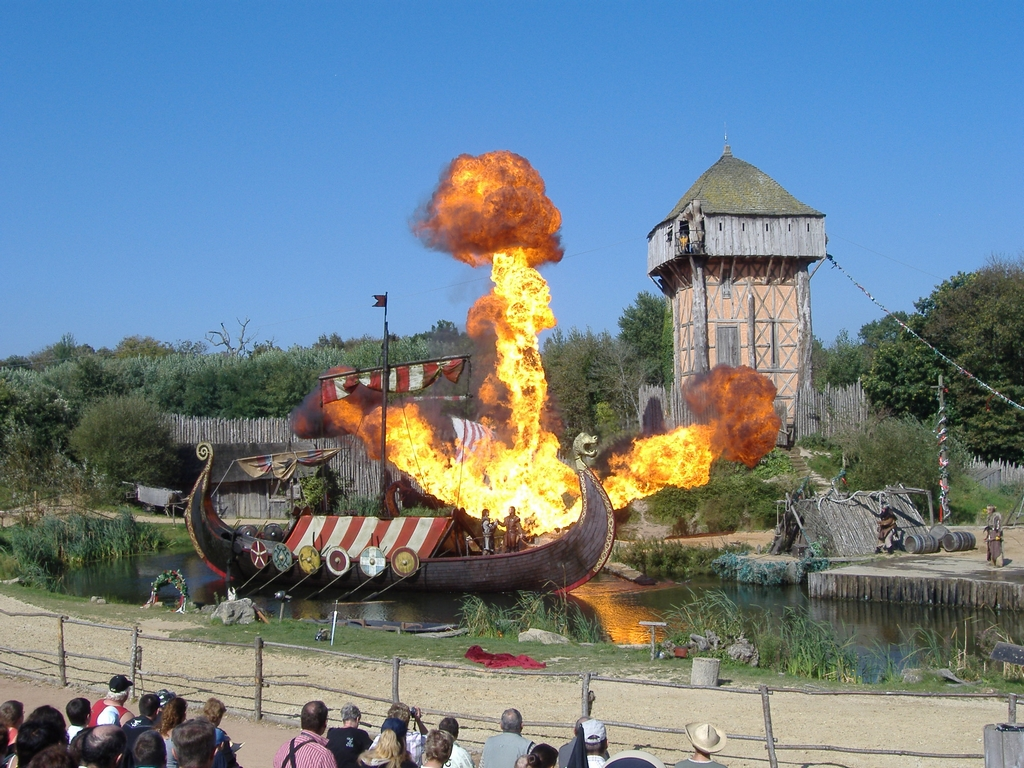
施設内の様子

ピュイ・デュ・フー（仏: Puy du Fou）は、フランスにある、ヨーロッパの歴史を主題としたテーマパーク。

## 概要
フランス西部、ペイ・ド・ラ・ロワール地域圏のヴァンデ県にあるレ・ゼペスに所在する施設であり、フィリップ・ド・ヴィリエによって創設された。2016年の統計では、年間およそ220万人の観光客が訪問している。
野外劇「シネセニー」 (fr:La Cinéscénie) は、ヴァンデ地方が歴史上いかに重要であるかを人々に紹介することを目的として開始された劇である。劇は夜間に行われ、ほとんどが地元の人々によるボランティア俳優によって演じられており、多くの動物も出演している。花火の他に、無人航空機（ドローン）やプロジェクションマッピングなども用いながら、ピュイ・デュ・フー城を舞台に、フランス革命を主軸とした歴史劇が演じられる。
夜間に催される劇には他に、ピュイ・デュ・フー湖 (Puy du Fou lake) を舞台とした「ゾルグ・ド・フー」 (Les Orgues de Feu) と呼ばれるダンスショーがある。
アトラクション・パーク「グラン・パーク」 (Le Grand Parc) は、「1900年の市場町」 (Le Bourg 1900) 「中世の都市」 (La Cité Médiévale) の他に、「18世紀の村」 (Le Village XVIIIème) 「西暦1000年の森」から構成される。レストランやホテルが観光客のために設けられている。

## 来歴
1977年6月13日、フィリップ・ド・ヴィリエによって、イラクサに覆われたピュイ・デュ・フー城が発見される。1978年6月16日、野外劇「シネセニー」が初めて上演される。1989年に、アトラクション・パーク「グラン・パーク」が開始される。
1995年には、「中世の都市」が建設される。1997年には、ヴァイキングがテーマの野外劇が開始される。2004年、「1900年の市場町」がオープンする。2012年3月17日には、ティア・クラシック・アワード (Thea Classic Award) を受賞する。